# Carlo de Roover
Carlo De Roover (Boom, 1900  - Antwerpen, 1986) was een Vlaamse kunstschilder. Hij maakte portretten, figuren, naakten, stillevens en landschappen. 

## Opleiding
Carlo de Roover kreeg zijn eerste opleiding van zijn broer Albert tijdens de Eerste Wereldoorlog in Nederland. Daarna studeerde hij bij Alfons Van Beurden aan de Academie van Antwerpen en van 1919 tot 1923 aan het NHISKA (Nationaal Hoger Instituut voor Schone Kunsten in Antwerpen), bij onder meer Isidore Opsomer en Albert Ciamberlani.

## Werken
Hij begon zijn carrière met het schilderen van gestileerde landelijke figuren en naakten. Vanaf 1920 werd hij sterk beïnvloed door het kubisme en vanaf 1924 sloot hij zich aan bij de constructivistische vormgeving. Vanaf 1930 schilderde hij zonovergoten landschappen. Tijdens de Tweede Wereldoorlog schilderde hij poëtische, veristische stillevens die bijzonder uitdrukkingsvol waren. Later, ca. 1965, gaat hij experimenteren met abstractie en na 1975 schilderde hij interieurs in een hyperrealistische vormgeving.
Hij kreeg verschillende prijzen, onder meer de Nicaise De Keyser in 1921, de Van Lerius  in 1922 en de  Tweede Romeprijs in 1928. Carlo de Roover  gaf les aan de Academie van Antwerpen van 1929 tot 1966. 
Zijn eerste solotentoonstelling was in de Arenberg in Antwerpen in 1927. Er waren nog verschillende retrospectives, in 1966 en in 1982 aan de Antwerpse academie,in  1957 in het Paleis voor Schone Kunsten in Brussel, in 1974 in het Museum Sint-Niklaas en in 1976 in het kunstencentrum PAC in Vaalbeek.
- Gemeinsame Normdatei: 174264690
- International Standard Name Identifier: 0000 0000 7895 8527
- Library of Congress Control Number: n80008970
- RKD-Nederlands Instituut voor Kunstgeschiedenis: 20949
- Système universitaire de documentation: 250209373
- Union List of Artist Names: 500091277
- Virtual International Authority File: 96347509
- WorldCat: E39PBJycQYd49Ddt4WXBvgqYT3